# Ormskirk

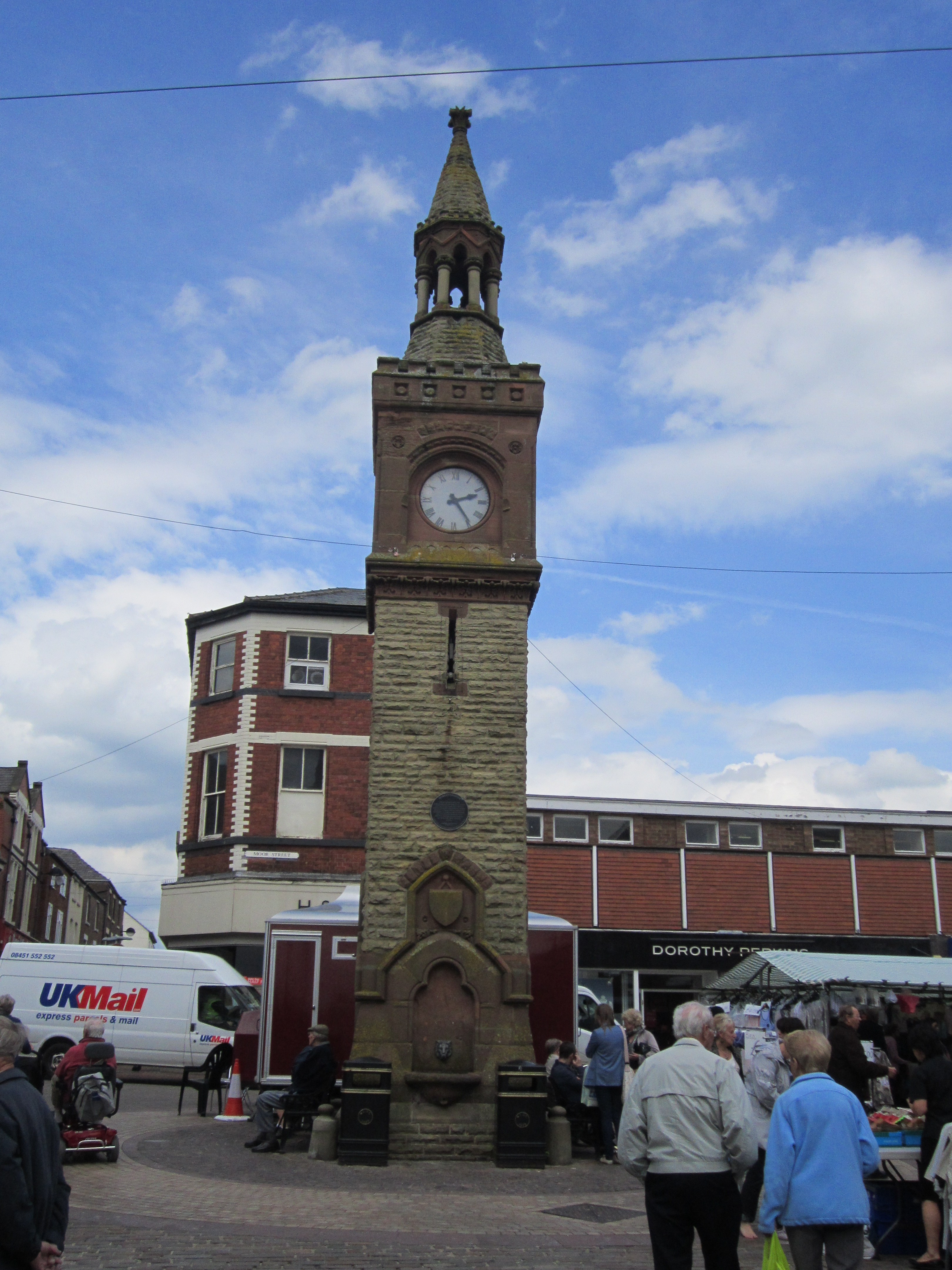
Klokkentoren van Ormskirk

Ormskirk is een plaats in het bestuurlijke gebied West Lancashire, in het Engelse graafschap Lancashire. De plaats telt 23.392 inwoners.
In Ormskirk ligt de campus van Edge Hill University.

## Geboren
- James Jeans (1877-1946), natuurkundige, astronoom en wiskundige
- Tony Morley (1954), voetballer
- Stephen Warnock (1981), voetballer